# 息子の部屋
『息子の部屋』（むすこのへや、La stanza del figlio）は2001年公開のイタリアのドラマ映画。監督、脚本、主演はナンニ・モレッティ。第54回カンヌ国際映画祭パルム・ドール受賞作品。また、第14回ヨーロッパ映画賞でも作品賞にノミネートされた。

## あらすじ
イタリアの小さな港町で暮らす精神科医のジョヴァンニは画商を営む妻パオラと息子のアンドレア、そして娘のイレーネと幸せに暮らしていた。しかし、ある日息子が突然事故死したのを機に平穏であったはずの生活は一変する。

## 登場人物
ジョヴァンニ
仕事は精神科医。仕事柄もあってプライベートでも冷静な人物。走る時間は日によって違うが、ジョギングが日課。アンドレアの死により、事あるごとに息子を思い出してしまい診察にも影響が出てくる。
パオラ
ジョヴァンニの妻。アンドレアに化石を盗んだ疑いがかかるが、アンドレアは取っていないと信じる。アンドレアの死後、息子に好意を寄せていたアリアンナに会いたいと思うようになる。
イレーネ
ジョヴァンニの娘。バスケットボールに打ち込む快活な女の子。アンドレアの死後、ジョヴァンニとパオラから変に気を遣われて、息苦しさを感じるようになる。
アンドレア
ジョヴァンニの息子。学校の実験室から化石がなくなり盗んだ疑いがかかる。友人たちとダイビング中に事故に遭い亡くなる。趣味はテニス。

### その他主な人物
アリアンナ
アンドレアの彼女。ただし夏頃のキャンプで出会って恋に落ちて二人が過ごしたのは、その一日だけである。それ以来アンドレアが亡くなるまでの数ヶ月間手紙でのやり取りを続ける。
フィリッポ
アンドレアのクラスメイト。アンドレアとルチアーノが化石を盗んだと証言する。アンドレアとはあまり仲は良くない。
マッテオ
イレーネの彼氏。イレーネの両親から交際を認められている。長い髪の毛を縛っている。
ルチアーノの父
ルチアーノと一緒にダイビングに行ったアンドレアが事故死したことをジョヴァンニに伝える。
エンリコ
アンドレアの死後、仕事が上手くいかないジョヴァンニに助言をする。
カルラ
パオラの職場の同僚。

### ジョヴァンニの患者
オスカー
仕事には不満を持っていないが自殺願望に駆られている。程なくして、肺がんにかかっていることが発覚する。また彼が具合が悪くなった日に偶然アンドレアが事故死したため、ジョヴァンニを複雑な心境にさせる。
ラファエラ
計画を立てて日常を過ごそうとするが、細かいことが気になって計画通りにいかないことに不満を募らせる。
トマゾ
性的欲求は有り余っているのに美人の奥さんを抱けないという悩みを抱える。言葉遣いが粗野であり、性格も気が荒い。
その他。

## キャスト
| 役名           | 俳優                         | 日本語吹替   |
| -------------- | ---------------------------- | ------------ |
| ジョヴァンニ   | ナンニ・モレッティ           | 土師孝也     |
| パオラ         | ラウラ・モランテ             | 幸田直子     |
| イレーネ       | ジャスミン・トリンカ         | 石塚理恵     |
| アンドレア     | ジュゼッペ・サンフェリーチェ | 川島得愛     |
| オスカー       | シルヴィオ・オルランド       | 小川隆市     |
| ラファエラ     | クラウディア・デラ・セタ     | 津田真澄     |
| トマゾ         | ステファノ・アコルシ         | 檀臣幸       |
| アリアンナ     | ソフィア・ヴィジリア         | 花村さやか   |
| ルチアーノの父 | パオロ・デ・ビタ             | 安東桂吾     |
| エンリコ       | アントニオ・ペトロセリ       | 横尾博之     |
| マッテオ       | アレッサンドロ・インフシニ   | 小森創介     |
| カルラ         | シルビア・ボヌッチ           | 花嶋千代     |
| フィリッポ     | エマヌエル・ロ・ナルド       | 川久保壮一   |
| ソニア         | -                            | 八十川真由野 |
| マルタ         | -                            | 滝沢ロコ     |
| ベッペ         | -                            | 岩田安生     |
| マッシモ       | -                            | 中博史       |

## 撮影場所
アドリアナ海を臨むイタリアのマルケ州、州都であるアンコーナ(Ancona)で撮影された。 